# Jimena de la Frontera
Jimena de la Frontera é um município da Espanha na província de Cádiz, comunidade autónoma da Andaluzia, de área 347 km² com população de 10025 habitantes (2007) e densidade populacional de 27,07 hab/km².

## Demografia
| Variação demográfica do município entre 1991 e 2004 | Variação demográfica do município entre 1991 e 2004 | Variação demográfica do município entre 1991 e 2004 | Variação demográfica do município entre 1991 e 2004 |
| --------------------------------------------------- | --------------------------------------------------- | --------------------------------------------------- | --------------------------------------------------- |
| 1991                                                | 1996                                                | 2001                                                | 2004                                                |
| 8862                                                | 8999                                                | 9088                                                | 9355                                                |